# Manoir de Camprond
Le manoir de Camprond aussi nommé la Cour de Gorges est une gentilhommière du XVIIe siècle, qui se dresse sur le territoire de la commune française de Gorges dans le département de la Manche en région Normandie. L'édifice est partiellement inscrit au titre des monuments historiques.

## Localisation
Le manoir est situé, au bord du ruisseau de Briquebost, au lieu-dit Manoir de Camprond, à 700 mètres au sud-ouest de la commune de Gorges, dans le département français de la Manche.

## Historique
La famille de Camprond s'implante à Gorges au XIVe siècle.
Le logis manorial est édifié au milieu du XVIe siècle (datation d'après le décor des deux cheminées qui ornent la salle et la chambre seigneuriale). Le bloc-à-terre nord abrite un pressoir et une étable de cette même époque et une écurie de la première moitié du XVIIe siècle, période correspondant au rapprochement de Camprond avec la seigneurie de Gonfreville dont l'héritière, Françoise Le Roux, épousa en 1647 François III de Camprond. Le four à pain est construit entre 1675 et 1725, la grange au XVIIIe siècle. Le cellier qui jouxte le logis est établi dans la seconde moitié du XIXe siècle, le toit à porcs au cours du 1er quart du XXe siècle. Le logis manorial et le cellier sont remaniés dans la seconde moitié du XXe siècle.

## Description
À l'intérieur belle cheminée décorative de la seconde Renaissance française.

## Protection
Les façades et les toitures du logis et la grande cheminée au rez-de-chaussée sont  inscrites au titre des monuments historiques par arrêté du 11 septembre 2009.